# Analgetikum

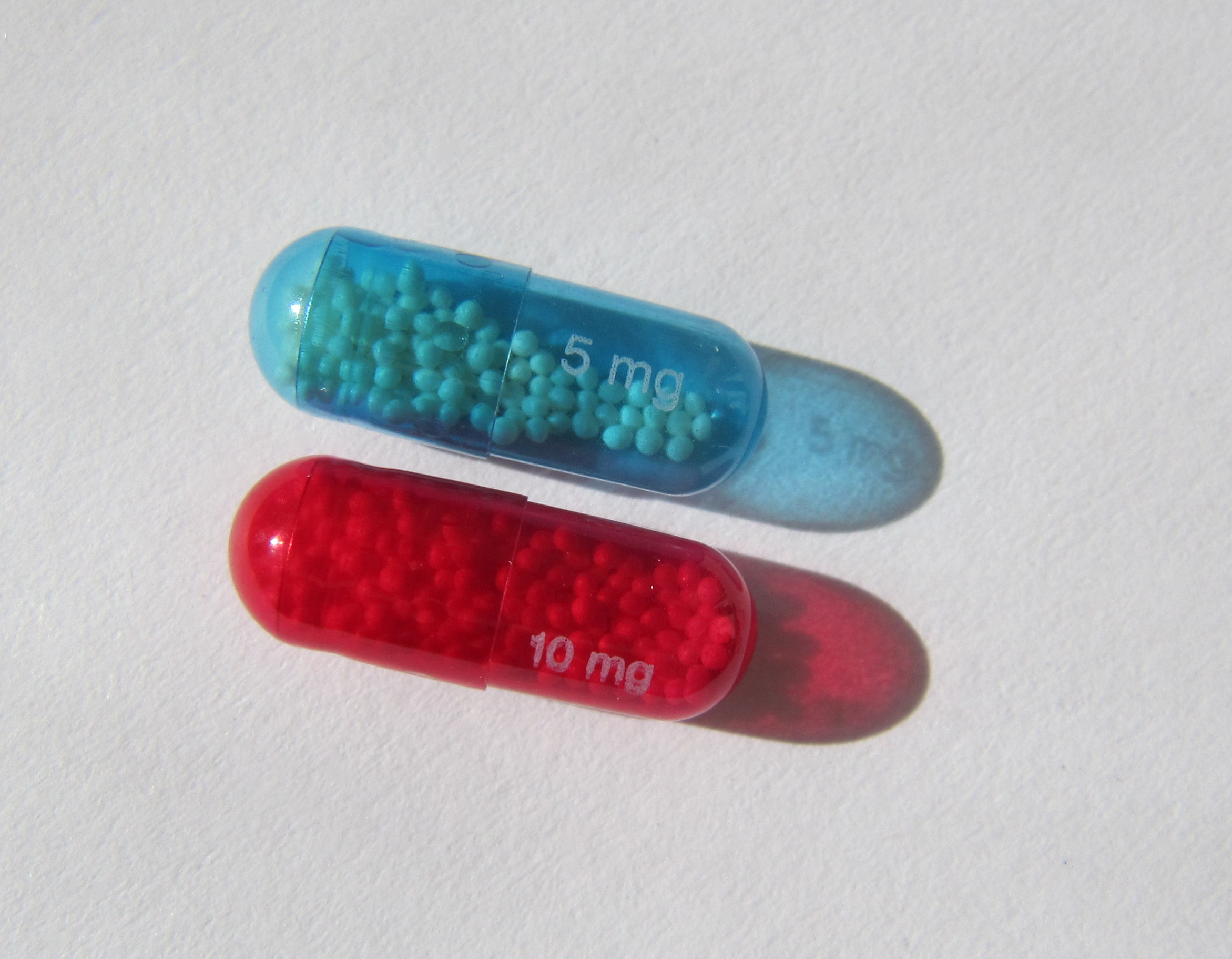
Zwei Retardkapseln Morphinsulfat (5 mg und 10 mg)

Ein Analgetikum (Plural Analgetika; von altgriechisch ἄλγος álgos, deutsch ‚Schmerz‘ mit Alpha privativum; ursprünglich lateinisch remedium analgeticum) oder Schmerzmittel ist ein Stoff, der schmerzstillend (analgetisch) wirkt. Meistens soll die Schmerzempfindung unterdrückt werden, ohne dabei Bewusstsein, sensorische Wahrnehmung und andere wichtige Funktionen des Zentralnervensystems zu beeinflussen bzw. ohne die Leitung von Aktionspotentialen in afferenten Nervenfasern zu unterdrücken. Analgetika werden wirkmechanistisch abgegrenzt von anderen Stoffen zur Schmerzausschaltung wie Anästhetika und Lokalanästhetika und sind eine fundamentale Säule der Schmerztherapie. Sie zählen zu den am häufigsten verwendeten Arzneimitteln, werden aber auch oft unkontrolliert und teilweise missbräuchlich eingenommen. Eine veraltete Bezeichnung für Schmerzmittel ist Anodyna.

## Überblick
Analgetika lassen sich hinsichtlich der Chemie, des Wirkungsorts, der Wirkungsdauer, der Wirkungsstärke und des Wirkungsspektrums einschließlich der beeinflussten Schmerzen bzw. Schmerzqualitäten einteilen. Gebräuchlich ist meist die Einteilung in Opioide und Nicht-Opioide:
- Opioid-Analgetika, basierend auf Prototypen wie Morphin, Fentanyl und Methadon und Oxycodon. Weitere Beispiele: Als Agonisten Pethidin, Piritramid, Alfentanil, Sufentanil und Tramadol; als Partialagonisten Buprenorphin und Nalbuphin[1]
- Nichtopioid-Analgetika, diese wiederum in:
  - Nikotinerge Analgetika wie
    - Epibatidin (hochwirksam, aber hochgiftig)

  - Muskarinerge Analgetika wie
    - Scopolamin (ebenso hochgiftig)

  - Saure antiphlogistische und antipyretische Analgetika (Nichtsteroidale Anti-Rheumatika (NSAR), nichtsteroidale Entzündungshemmer) wie
    - Salicylsäurederivate wie Acetylsalicylsäure (ASS), Methylsalicylat, Diflunisal
    - Phenylessigsäurederivate wie Diclofenac
    - 2-Phenylpropionsäurederivate wie Ibuprofen und Naproxen, die neben der schmerzdämpfenden (analgetischen) Wirkung auch entzündungshemmend (antiphlogistisch) und fiebersenkend (antipyretisch) wirken
    - Oxicame wie Meloxicam oder Piroxicam mit einer stark antiphlogistischen Wirkung

  - Nicht-saure Analgetika, darunter
    - 4-Aminophenol-Derivate wie Paracetamol mit analgetischer und antipyretischer Wirkung
    - Pyrazolone wie Metamizol oder Phenazon mit analgetischer, antipyretischer und leicht antiphlogistischer Wirkung

  - Calciumkanalblocker wie Ziconotid bei starken chronischen Schmerzen
  - Natriumkanalhemmer wie Suzetrigin bei mittleren bis starken schmerzen
  - Sonstige Nichtopioid-Analgetika wie Ketamin, die keine antipyretische und antiphlogistische Wirkung haben
- Cannabinoide wie zum Beispiel Tetrahydrocannabinol oder Cannabidiol, siehe auch Cannabis und Cannabinoide als Arzneimittel
- Es wird an einer in Mäusen erfolgreich getesteten Epigenom-Editierungsmethode für ein neuartiges Analgetikum geforscht.[2][3]

Zur Therapie von Dauerschmerzen hat die WHO 1986 Schmerzmittel einem eskalierenden Stufenplan zugeordnet, der bei zunehmenden Schmerzen Schritt für Schritt durchlaufen werden kann und inzwischen weithin anerkannt ist.

## Indikationen
Analgetika (Opioide):
- Akute und chronische Schmerzen
- Symptomatische Behandlung von Reizhusten
- Symptomatische Behandlung von Durchfall
- Verwendung in der Anästhesie

Analgetika (Nicht-Opioide):
- Orthopädisch-rheumatische Beschwerden
- Postoperative/traumatische Beschwerden
- Akuter Gichtanfall
- Dysmenorrhoe, gynäkologische Schmerzzustände
- Entzündliche Infektionen
- Migräne

## Pharmakoepidemiologische Studien
Untersuchungen zur Pharmakoepidemiologie der Analgetika wurden vom Robert Koch-Institut vorgelegt.